# 南京華潤燃氣
南京華潤燃氣有限公司 ，簡稱南京華潤燃氣，是華潤燃氣旗下公司，除此之外，還有股東包括：南京市城市建设投资控股（集团）有限责任公司、南京中北（集团）股份有限公司、南京市公共交通总公司等。
主要業務經營及銷售華東上游燃氣產品，是在2002年成立。
其中華東等業務比重最多。總經理秦序文。

## 連結
- 南京華潤燃氣有限公司 （页面存档备份，存于）